# Free at Last: Extended Play Remixes
Free at Last: Extended Play Remixes é um ep da banda dC Talk, lançado em 1994 pela gravadora ForeFront Records, após o enorme sucesso do álbum anterior, Free at Last de 1992.

## Faixas
1. "Jesus is Just Alright" (TechnoMix)
2. "Jesus is Just Alright" (Retro Mix)
3. "Luv is a Verb" (Gotee Mix)
4. "The Hardway" (Video Mix)